# メモリアル☆シリーズ
「メモリアル☆シリーズ」とは、サン電子（SUNSOFTブランド）からプレイステーション用ソフトとして発売された旧作ゲームの復刻シリーズである。2001年から2002年にかけて全6本が発売された。いずれも後にゲームアーカイブスで配信されている。
同様のMicrosoft Windows用ソフト『Ultra2000 サンソフトクラシックゲームズ』についても本項目で述べる。

## 収録作品
ファミリーコンピュータで発売された家庭用ゲームソフトの完全移植版が収録されている。レイティングは全てCERO：A（全年齢対象）。
ゲーム以外のモードとして、各作品のBGMを試聴する音楽モード、資料を閲覧する資料モード、クイズに解答するクイズモードがある。

### サンソフト Vol.1
2001年10月4日発売
- スーパーアラビアン
- いっき

### サンソフト Vol.2
2001年12月6日発売
- ルート16ターボ
- アトランチスの謎

### サンソフト Vol.3
2001年12月27日発売
- かんしゃく玉なげカン太郎の東海道五十三次
- マドゥーラの翼

### サンソフト Vol.4
2002年2月14日発売
- リップルアイランド
- 超惑星戦記 メタファイト

### サンソフト Vol.5
2002年3月28日発売
- ラフワールド
- へべれけ

### サンソフト Vol.6
2002年11月21日発売
- バトルフォーミュラ
- ギミック!

## Ultra2000 サンソフトクラシックゲームズ
2001年6月29日にはメディアカイトからWindows用ソフト『Ultra2000 サンソフトクラシックゲームズ』として発売された。2004年7月2日には同内容の廉価版が『遊遊 サンソフト傑作選』として再発売されている。

### サンソフトクラシックゲームズ Vol.1
- スーパーアラビアン
- アトランチスの謎
- マドゥーラの翼

### サンソフトクラシックゲームズ Vol.2
- いっき
- かんしゃく玉投げカン太郎の東海道五十三次